# Comuna Baba Ana, Prahova
Baba Ana este o comună în județul Prahova, Muntenia, România, formată din satele Baba Ana (reședința), Cireșanu, Conduratu, Crângurile și Satu Nou.

## Așezare
Comuna se află în sud-estul județului, în zona de câmpie, aproape de limita cu județul Buzău, la sud de Mizil, pe malurile râului Iștău. Prin comună trece autostrada A7, care leagă Ploieștiul de Buzău, și pe care este deservită de nodul rutier Fulga/Mizil, care se descarcă în șoseaua județeană DJ100C, care o leagă spre nord de Mizil (unde se termină în DN1B) și spre sud de Fulga și Sălciile. Comuna mai este traversată și de șoselele județene DJ102H și DJ102D, care pleacă tot din Mizil. Primul duce spre sud-est în județul Buzău la Amaru, Glodeanu Sărat și Glodeanu-Siliștea și mai departe în județul Ialomița la Grindu, Colelia și Cocora. Al doilea duce spre sud la Boldești-Grădiștea și Sălciile. Din DJ100D, se ramifică la Baba Ana șoseaua județeană DJ149 care duce spre nord-vest către Fântânele.

## Demografie
Componența etnică a comunei Baba Ana
     Români (89,71%)
     Alte etnii (0,51%)
     Necunoscută (9,79%)
Componența confesională a comunei Baba Ana
     Ortodocși (87,11%)
     Penticostali (1,55%)
     Alte religii (0,9%)
     Necunoscută (10,43%)
Conform recensământului efectuat în 2021, populația comunei Baba Ana se ridică la 3.546 de locuitori, în scădere față de recensământul anterior din 2011, când fuseseră înregistrați 3.894 de locuitori. Majoritatea locuitorilor sunt români (89,71%), iar pentru 9,79% nu se cunoaște apartenența etnică. Din punct de vedere confesional, majoritatea locuitorilor sunt ortodocși (87,11%), cu o minoritate de penticostali (1,55%), iar pentru 10,43% nu se cunoaște apartenența confesională.

## Politică și administrație
Comuna Baba Ana este administrată de un primar și un consiliu local compus din 13 consilieri. Primarul, Ion Dragu[*], de la Partidul Național Liberal, este în funcție din 2012. Începând cu alegerile locale din 2024, consiliul local are următoarea componență pe partide politice:
|  | Partid                    | Consilieri | Componența Consiliului | Componența Consiliului | Componența Consiliului | Componența Consiliului | Componența Consiliului | Componența Consiliului | Componența Consiliului |
|  | ------------------------- | ---------- | ---------------------- | ---------------------- | ---------------------- | ---------------------- | ---------------------- | ---------------------- | ---------------------- |
|  | Partidul Național Liberal | 7          |                        |                        |                        |                        |                        |                        |                        |
|  | Partidul Social Democrat  | 3          |                        |                        |                        |                        |                        |                        |                        |
|  | Partidul Puterii Umaniste | 2          |                        |                        |                        |                        |                        |                        |                        |
|  | Alianța Dreapta Unită     | 1          |                        |                        |                        |                        |                        |                        |                        |

## Istorie
La sfârșitul secolului al XIX-lea, comuna Baba Ana făcea parte din plasa Tohani a județului Buzău. Doar satul Conduratu, el însuși constituind o comună de sine stătătoare, făcea parte din plasa Cricovul din județul Prahova. Comuna Baba Ana era formată din cătunele Baba-Ana de Jos (care avea 84 de case și 370 de locuitori în 1892), Baba-Ana de Sus (care avea 65 de case și 270 de locuitori în 1892) și Gorgănelele, având 820 de locuitori, o școală cu 61 de elevi (din care o singură fată), și o singură biserică în Baba-Ana de Sus. Comuna s-a înființat după anul 1830, în jurul unei cârciumi unde servea o anume Babă Ana, de la care și-a luat numele. Comuna Conduratu avea 845 de locuitori și o școală cu 60 de elevi (toți băieți), deși copiii de vârstă școlară erau în număr de 190 (96 băieți și 94 fete).
În 1925, Anuarul Socec consemnează comuna Baba Ana în plasa Tohani a aceluiași județ, cu satele Baba Ana și Șchiopoaia, având o populație de 1165 de locuitori. În 1931 ei i s-a adăugat și satul Cireșeanu, anterior aparținând orașului Mizil.
În 1950, comuna Baba Ana a fost inclusă în raionul Mizil, regiunea Buzău, iar comuna Conduratu — în raionul Urlați, regiunea Prahova. În 1952, cele două comune s-au regăsit împreună în raionul al regiunii Ploiești. Cireșeanu a fost vremelnic reședința unei comune din care mai făceau parte și satele Mărăcini și Șchiopoaia, iar în 1964 aceste două sate au luat numele de Crângurile și, respectiv, Satu Nou. După reforma administrativă din 1968, comunele Conduratu și Cireșeanu au fost desființate, satele lor fiind incluse în comuna Baba Ana, care a fost arondată județului Prahova.

## Monumente istorice
În comuna Baba Ana se află două monumente istorice de arhitectură de interes național: biserica veche „Adormirea Maicii Domnului” (1815) și casa Ileana Costache (începutul secolului al XX-lea), ambele situate în satul Baba Ana.
În rest, alte opt obiective din comună sunt incluse în lista monumentelor istorice din județul Prahova ca monumente de interes local. Trei dintre ele sunt situri arheologice — așezarea de la sud de satul Baba Ana (pe drumul spre Boldești-Gradiștea), datând din secolul al IV-lea e.n.; așezarea de la Cireșanu (punctul Eforie), datând din secolele al IV-lea–al V-lea e.n.; și situl de „la Grajduri” de lângă ferma zootehnică de la Cireșanu, cuprinzând o așezare din secolele al IV-lea–al V-lea e.n. și o necropolă medievală. Alte patru obiective sunt clasificate ca monumente de arhitectură, toate în satul Baba Ana: casa Lina Gheorghe (începutul secolului al XX-lea); casa Alexandru Micu (sfârșitul secolului al XIX-lea); casa Maria Stoica Ene (1901); și casa Călin C. Gheorghe (începutul secolului al XX-lea). Un alt obiectiv, crucea de pomenire din piatră (1732) din grădina lui Constantin Panait, este clasificat ca monument memorial sau funerar.